# Візор (суднобудування)

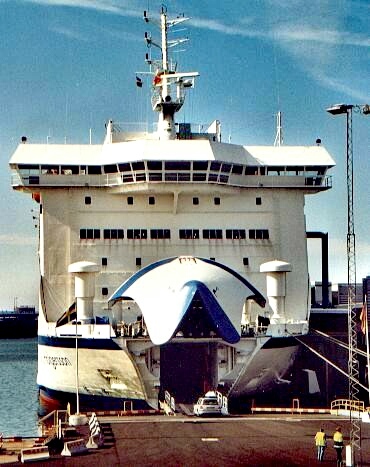
Завантаження автомобілів на ролкер через судновий візор

Візор, або козирок — підйомна надводна частина порома чи військового десантного судна, розміщена на носі, кормі чи в борту судна. Підйом візора забезпечує проїзд транспортних засобів на палубу для подальшого транспортування без залучення додаткової вантажопідйомної техніки та обладнання.
Наявність візора у порома є визначальною характеристикою для його типології «ролкера».